# Trenton (Texas)
Pour les articles homonymes, voir Trenton.
La ville de Trenton est située dans les comtés de Fannin et de Grayson, dans l’État du Texas, aux États-Unis. Elle comptait 635 habitants lors du recensement de 2010.

## Source
- (en) Cet article est partiellement ou en totalité issu de l’article de Wikipédia en anglais intitulé « Trenton, Texas » (voir la liste des auteurs).